# Sergiusz (Horobcow)
Sergiusz, imię świeckie Serhij Wiaczesławowicz Horobcow (ur. 27 lipca 1972 w Jenakijewem) – biskup Kościoła Prawosławnego Ukrainy (do 2018 Ukraińskiego Kościoła Prawosławnego Patriarchatu Kijowskiego).

## Życiorys
W latach 1989–1991 uczył się w szkole medycznej w Doniecku. 19 września 1993 w soborze św. Włodzimierza w Kijowie został wyświęcony na diakona (w jurysdykcji Patriarchatu Kijowskiego). 4 grudnia 1993 przyjął święcenia kapłańskie. W 1999 ukończył seminarium duchowne w Kijowie. We wrześniu 2001 złożył wieczyste śluby mnisze przed biskupem donieckim i mariupolskim Jerzym; w tym samym roku otrzymał godność archimandryty. 14 grudnia 2002 miała miejsce jego chirotonia biskupia, po której przyjął tytuł biskupa słowiańskiego, wikariusza eparchii donieckiej. W 2008 został biskupem donieckim i mariupolskim. Rok później został podniesiony do godności arcybiskupa.
W 2021 r. otrzymał godność metropolity.